# Liste der Monuments historiques in Vaudelnay
Die Liste der Monuments historiques in Vaudelnay führt die Monuments historiques in der französischen Gemeinde Vaudelnay auf.

## Liste der Bauwerke
| Bezeichnung      | Beschreibung | Standort                | Kennzeichnung | Schutzstatus | Datum | Bild |
| ---------------- | ------------ | ----------------------- | ------------- | ------------ | ----- | ---- |
| Menhir Le Grésil |              | (Lage)                  | PA00109118    | Inscrit      | 1967  |      |
| Kirche St-Pierre | Erbaut 1827  | Rue de la Mairie (Lage) | PA49000070    | Inscrit      | 2007  |      |

## Liste der Objekte
| Bezeichnung | Beschreibung          | Standort                       | Kennzeichnung | Schutzstatus | Datum | Bild |
| ----------- | --------------------- | ------------------------------ | ------------- | ------------ | ----- | ---- |
| Glocke      | Bronze, 1586 gegossen | in der Kirche St-Pierre (Lage) | PM49004553    | Inscrit      | 1996  |      |